# Jermain Defoe
Jermain Colin Defoe (n. 7 octombrie 1982) este un fotbalist englez, care evoluează la clubul AFC Bournemouth din Premier League și la echipa națională de fotbal a Angliei, pe poziția de atacant.

## Cariera internațională
| Anglia | Anglia  | Anglia |
| An     | Meciuri | Goluri |
| ------ | ------- | ------ |
| 2004   | 8       | 1      |
| 2005   | 7       | 0      |
| 2006   | 6       | 2      |
| 2007   | 5       | 0      |
| 2008   | 6       | 3      |
| 2009   | 6       | 5      |
| 2010   | 7       | 4      |
| 2011   | 1       | 0      |
| 2012   | 6       | 2      |
| 2013   | 3       | 2      |
| Total  | 55      | 19     |

### Goluri internaționale
| #  | Data              | Stadion                                                   | Selecția | Oponent            | Scor | Rezultat | Competiția                                             |
| -- | ----------------- | --------------------------------------------------------- | -------- | ------------------ | ---- | -------- | ------------------------------------------------------ |
| 1  | 8 septembrie 2004 | Silesian Stadium, Chorzów, Polonia                        | 5        | Polonia            | 1–0  | 2–1      | Calificările pentru Campionatul Mondial de Fotbal 2006 |
| 2  | 2 septembrie 2006 | Old Trafford, Manchester, Anglia                          | 18       | Andorra            | 3–0  | 5–0      | Preliminariile Campionatului European de Fotbal 2008   |
| 3  | 2 septembrie 2006 | Old Trafford, Manchester, Anglia                          | 18       | Andorra            | 4–0  | 5–0      | Preliminariile Campionatului European de Fotbal 2008   |
| 4  | 1 iunie 2008      | Hasely Crawford Stadium, Port of Spain, Trinidad          | 28       | Trinidad și Tobago | 2–0  | 3–0      | Meci amical                                            |
| 5  | 1 iunie 2008      | Hasely Crawford Stadium, Port of Spain, Trinidad          | 28       | Trinidad și Tobago | 3–0  | 3–0      | Meci amical                                            |
| 6  | 11 octombrie 2008 | Wembley Stadium, Londra, Anglia                           | 31       | Kazahstan          | 5–1  | 5–1      | Calificările pentru Campionatul Mondial de Fotbal 2010 |
| 7  | 10 iunie 2009     | Wembley Stadium, Londra, Anglia                           | 34       | Andorra            | 4–0  | 6–0      | Calificările pentru Campionatul Mondial de Fotbal 2010 |
| 8  | 10 iunie 2009     | Wembley Stadium, Londra, Anglia                           | 34       | Andorra            | 5–0  | 6–0      | Calificările pentru Campionatul Mondial de Fotbal 2010 |
| 9  | 12 august 2009    | Amsterdam Arena, Amsterdam, Olanda                        | 35       | Țările de Jos      | 1–2  | 2–2      | Meci amical                                            |
| 10 | 12 august 2009    | Amsterdam Arena, Amsterdam, Olanda                        | 35       | Țările de Jos      | 2–2  | 2–2      | Meci amical                                            |
| 11 | 5 septembrie 2009 | Wembley Stadium, Londra, Anglia                           | 36       | Slovenia           | 2–0  | 2–1      | Meci amical                                            |
| 12 | 23 iunie 2010     | Nelson Mandela Bay Stadium, Port Elizabeth, Africa de Sud | 42       | Slovenia           | 1–0  | 1–0      | Campionatul Mondial de Fotbal 2010                     |
| 13 | 3 septembrie 2010 | Wembley Stadium, Londra, Anglia                           | 44       | Bulgaria           | 1–0  | 4–0      | Preliminariile Campionatului European de Fotbal 2012   |
| 14 | 3 septembrie 2010 | Wembley Stadium, Londra, Anglia                           | 44       | Bulgaria           | 2–0  | 4–0      | Preliminariile Campionatului European de Fotbal 2012   |
| 15 | 3 septembrie 2010 | Wembley Stadium, Londra, Anglia                           | 44       | Bulgaria           | 4–0  | 4–0      | Preliminariile Campionatului European de Fotbal 2012   |
| 16 | 15 august 2012    | Stade de Suisse, Berna, Elveția                           | 49       | Italia             | 2–1  | 2–1      | Meci amical                                            |
| 17 | 7 septembrie 2012 | STadionul Zimbru, Chișinău, Republica Moldova             | 50       | Republica Moldova  | 3–0  | 5–0      | Calificările pentru Campionatul Mondial de Fotbal 2014 |
| 18 | 22 martie 2013    | Stadio Olimpico, Serravalle, San Marino                   | 53       | San Marino         | 3–0  | 8–0      | Calificările pentru Campionatul Mondial de Fotbal 2014 |
| 19 | 22 martie 2013    | Stadio Olimpico, Serravalle, San Marino                   | 53       | San Marino         | 8–0  | 8–0      | Calificările pentru Campionatul Mondial de Fotbal 2014 |

## Palmares

### Individual
- Jucătorul lunii în Premier League (1): august 2009
- EDGE Performance of the Month (1): octombrie 2009
- Tottenham Hotspur FC 'Momentul anului' (1): 2009–10 (pentru cele 5 goluri ale sale vs Wigan Athletic.)[3]
- Golul lunii în Premier League (1): noiembrie 2012

## Statistici carieră
La 9 februarie 2014.
| Club               | Sezon         | Campionat | Campionat | FA Cup  | FA Cup | League Cup | League Cup | Europa  | Europa | Other   | Other  | Total   | Total  |
| Club               | Sezon         | Meciuri   | Goluri    | Meciuri | Goluri | Meciuri    | Goluri     | Meciuri | Goluri | Meciuri | Goluri | Meciuri | Goluri |
| ------------------ | ------------- | --------- | --------- | ------- | ------ | ---------- | ---------- | ------- | ------ | ------- | ------ | ------- | ------ |
| Bournemouth (loan) | 2000–01       | 29        | 18        | 1       | 1      | 0          | 0          | 0       | 0      | 1       | 0      | 31      | 19     |
| Bournemouth (loan) | Total         | 29        | 18        | 1       | 1      | 0          | 0          | 0       | 0      | 1       | 0      | 31      | 19     |
| West Ham United    | 2000–01       | 1         | 0         | 0       | 0      | 1          | 1          | 0       | 0      | 0       | 0      | 2       | 1      |
| West Ham United    | 2001–02       | 35        | 10        | 3       | 4      | 1          | 0          | 0       | 0      | 0       | 0      | 39      | 14     |
| West Ham United    | 2002–03       | 38        | 8         | 2       | 2      | 2          | 1          | 0       | 0      | 0       | 0      | 42      | 11     |
| West Ham United    | 2003–04       | 19        | 11        | 0       | 0      | 3          | 4          | 0       | 0      | 0       | 0      | 22      | 15     |
| West Ham United    | Total         | 93        | 29        | 5       | 6      | 7          | 6          | 0       | 0      | 0       | 0      | 105     | 41     |
| Tottenham Hotspur  | 2003–04       | 15        | 7         | 0       | 0      | 0          | 0          | 0       | 0      | 0       | 0      | 15      | 7      |
| Tottenham Hotspur  | 2004–05       | 35        | 13        | 4       | 4      | 5          | 5          | 0       | 0      | 0       | 0      | 44      | 22     |
| Tottenham Hotspur  | 2005–06       | 36        | 9         | 1       | 0      | 1          | 0          | 0       | 0      | 0       | 0      | 38      | 9      |
| Tottenham Hotspur  | 2006–07       | 34        | 10        | 5       | 1      | 5          | 4          | 5       | 3      | 0       | 0      | 49      | 18     |
| Tottenham Hotspur  | 2007–08       | 19        | 4         | 2       | 0      | 5          | 1          | 5       | 3      | 0       | 0      | 31      | 8      |
| Tottenham Hotspur  | Total         | 139       | 43        | 12      | 5      | 16         | 10         | 10      | 6      | 0       | 0      | 177     | 64     |
| Portsmouth         | 2007–08       | 12        | 8         | 0       | 0      | 0          | 0          | 0       | 0      | 0       | 0      | 12      | 8      |
| Portsmouth         | 2008–09       | 19        | 7         | 0       | 0      | 0          | 0          | 4       | 2      | 1       | 0      | 24      | 9      |
| Portsmouth         | Total         | 31        | 15        | 0       | 0      | 0          | 0          | 4       | 2      | 1       | 0      | 36      | 17     |
| Tottenham Hotspur  | 2008–09       | 8         | 3         | 1       | 0      | 1          | 1          | 0       | 0      | 0       | 0      | 10      | 4      |
| Tottenham Hotspur  | 2009–10       | 34        | 18        | 7       | 5      | 2          | 1          | 0       | 0      | 0       | 0      | 43      | 24     |
| Tottenham Hotspur  | 2010–11       | 22        | 4         | 2       | 2      | 0          | 0          | 6       | 3      | 0       | 0      | 30      | 9      |
| Tottenham Hotspur  | 2011–12       | 25        | 11        | 6       | 3      | 1          | 0          | 6       | 3      | 0       | 0      | 38      | 17     |
| Tottenham Hotspur  | 2012–13       | 34        | 11        | 0       | 0      | 1          | 0          | 8       | 4      | 0       | 0      | 43      | 15     |
| Tottenham Hotspur  | 2013–14       | 14        | 1         | 0       | 0      | 3          | 2          | 5       | 7      | 0       | 0      | 22      | 10     |
| Tottenham Hotspur  | Total         | 137       | 48        | 16      | 10     | 8          | 4          | 25      | 17     | 0       | 0      | 186     | 79     |
| Total carieră      | Total carieră | 429       | 153       | 34      | 22     | 31         | 20         | 39      | 25     | 2       | 0      | 535     | 220    |